# Hrabstwo Surry (Wirginia)

Piramida wieku hrabstwa

Hrabstwo Surry – hrabstwo w USA, w stanie Wirginia, według spisu z 2000 roku liczba ludności wynosiła 6 829. Siedzibą hrabstwa jest Surry.

## Geografia
Według spisu hrabstwo zajmuje powierzchnię 723 km², z czego 643 km² stanowią lądy, a 80 km² – wody.

### Miasta
- Claremont
- Dendron
- Surry

### CDP
- Scotland